# Lộc Quảng
Lộc Quảng là một xã thuộc huyện Bảo Lâm, tỉnh Lâm Đồng, Việt Nam.

## Địa lý
Xã Lộc Quảng có vị trí địa lý:
- Phía đông giáp thị trấn Lộc Thắng
- Phía tây giáp xã Lộc Tân
- Phía nam giáp thành phố Bảo Lộc
- Phía bắc giáp xã B'Lá.

Xã Lộc Quảng có diện tích 27,76 km², dân số năm 2022 là 4.984 người, mật độ dân số đạt 179 người/km².

## Lịch sử
Ngày 11 tháng 7 năm 1994, Chính phủ ban hành Nghị định số 65-CP về việc thành lập xã Lộc Quảng trên cơ sở 8.550 ha diện tích tự nhiên và 7.466 nhân khẩu của xã Lộc Thắng cũ.
Ngày 30 tháng 10 năm 2000, Chính phủ ban hành Nghị định số 62/2000/NĐ-CP về việc thành lập xã B' Lá trên cơ sở 7.424 ha diện tích tự nhiên và 3.302 nhân khẩu của xã Lộc Quảng.
Sau khi điều chỉnh địa giới hành chính, xã Lộc Quảng có 3.226 ha diện tích tự nhiên và 3.873 nhân khẩu.
Ngày 9 tháng 12 năm 2022, HĐND tỉnh Lâm Đồng ban hành Nghị quyết số 155/NQ-HĐND về việc sáp nhập Thôn 3 vào Thôn 2.